# 板橋刑場
板橋刑場（いたばしけいじょう）は、江戸時代末期に現在の東京都板橋区板橋および北区滝野川付近に一時的に存在した刑場。当時の中山道板橋宿手前の平尾一里塚付近、現在のJR板橋駅北付近だった。現在では住宅地となっており、当時の面影はまったくない。

## 歴史
慶応4年（1868年）、新選組の局長である近藤勇が平尾宿脇本陣で20日間留置された後、板橋宿の入り口にあった平尾一里塚近くの馬捨場（現在の北区滝野川）で斬首された。首塚はないが、板橋駅滝野川口（東口）に供養碑が立てられている。なお、供養碑では「近藤勇宜昌（こんどういさみよしまさ）」となっているが、正しくは「昌宜」である。右側面には戦死者四十名、左側面には病死者、切腹、変死、隊規違反で処刑された人六十四名の名前が刻まれている。塔の左には無縁仏があり、右隣には慶応4年に作られた近藤勇の墓が、そして塔の建立者・永倉新八の墓もある。ただし、塔については松本良順が建てたとする説も存在する。また、五稜郭で戦死した土方歳三の供養碑がある。